# Ruta Estatal de Nevada 267
La Ruta Estatal de Nevada 267 (en inglés: Nevada State Route 267), abreviada SR 267, es una carretera estatal estadounidense ubicada en el estado de Nevada. La carretera inicia en el Oeste desde la SR 266     en Oasis Línea fronteriza con California hacia el Este en la US 95     en Goldfield. La carretera tiene una longitud de 34,5 km (21.425 mi).

## Mantenimiento
Al igual que las autopistas interestatales, y las rutas federales y el resto de carreteras estatales, la Ruta Estatal de Nevada 267 es administrada y mantenida por el Departamento de Transporte de Nevada por sus siglas en inglés Nevada DOT.